# Pablo Albarello
Pablo Eduardo Albarello, (Junín (Buenos Aires), 1 de enero de 1965) es un narrador, dramaturgo y periodista argentino. 
Estudió periodismo en la Universidad Nacional de La Plata. Entre los años 1996 y 1999 escribió para la Revista Anteojito de la Editorial Manuel García Ferré. Trabajó como actor en TV. Fuera del país sus obras han sido representadas en España, México, Colombia, Venezuela, Chile, Bolivia, Brasil, Uruguay, Israel y los Estados Unidos. 

## Obras de teatro
- Cuatro obras sanitarias
- ¡Guarda abajo!
- Revolú
- Lombrices (obra de teatro)
- Amarte
- Grand Slam (obra de teatro)
- Estocolmo
- Pater
- Final tango
- Celular
- Pocketbar
- Ruta 7
- Mami
- Mi padre fue un destacado Hombre Bala
- Como el agua que moja
- Frente de guerra
- Perros
- Angélica, zamba romántica con alienígena

## Libros de teatro
- Teatro de pequeño formato - Ed. Corregidor
- 15 escenas de humor para el Taller - Ed. Corregidor
- 11 monólogos de humor para el Taller - Ed. Corregidor
- Teatro 2 - Ed. Corregidor

## Libros de cuentos
- Bicho Martínez ataca - Ed. Sudamericana
- Pensarás que estoy loca - Ed. Simurg
- Mi padre fue un destacado Hombre Bala - Ed. Simurg

## Premios
Entre otras distinciones ha recibido el Primer Premio Municipal de Literatura de la Ciudad de Buenos Aires, Género Teatro, por "Mi padre fue un destacado Hombre Bala" (2016-2017), Segundo Premio Municipal por "Como el agua que moja" (2016-2017) y Tercer Premio Municipal por “Estocolmo” (2008-2009); Segundo Premio Concurso Nacional de Obras de Teatro de Humor, Fiesta del Cigomático Mayor por "Angélica, zamba romántica con alienígena" (2022); Mención Especial del Fondo Nacional de las Artes por “Pensarás que estoy loca” (cuentos – 2008); Premio ALIJA (Asociación de Literatura Infantil y Juvenil de la Argentina) al mejor libro de cuentos de 2007 por “Bicho Martínez ataca”, Sudamericana, 2007); Mención Especial en el IV Concurso Nacional de Obras de Teatro de Humor, Biblioteca Teatral Hueney,  por “Amarte” (2006);  y Mención Especial en el Concurso de Obras Inéditas del Fondo Nacional de las Artes por “Lombrices” (2004)